# Ministère du Numérique et de la Digitalisation
Le ministère du numérique et de la digitalisation est le département ministériel du gouvernement béninois chargé de la mise en œuvre de la politique du Gouvernement dans les domaines conception, la mise en œuvre, le suivi et l'évolution de la politique générale de l'Etat en matière d'économie numérique, de la communication et des services postaux, conformément aux conventions internationales, lois et règlements en vigueur en République du Bénin.

## Missions
Le Ministère du Numérique et de la Digitalisation de la République du Bénin a pour mission la création, la réalisation, le suivi et la progression de la stratégie globale de l'État concernant l'économie digitale, les échanges d'informations et les prestations postales, en accord avec les accords mondiaux, législations et règles actuellement en vigueur dans la République du Bénin.

## Objectif principal
Dans cette optique, sa principale responsabilité consiste à concevoir et garantir la réalisation et l'évaluation continue de la politique nationale de progression de l'économie digitale et des échanges, ainsi qu'à déterminer et exécuter la stratégie d'accès général aux télécommunications, aux technologies informatiques et aux services postaux.

## Attribution
Il est chargé de plusieurs responsabilités, notamment de superviser la mise en place du plan numérique de l'État en développant des politiques sectorielles et en mettant en œuvre des stratégies et réformes correspondantes.
Il favorise et contribue également au développement des infrastructures, des utilisations et des contenus numériques en exploitant les technologies innovantes et efficaces. Il contribue à moderniser l'administration en intégrant les technologies numériques dans la gestion des entités gouvernementales afin d'améliorer les services publics, ainsi que l'accessibilité, la transparence et l'efficacité de l'administration publique. Il encourage la transformation numérique des entreprises, supervise la mise en place des infrastructures numériques pour la collecte, la transmission et la diffusion de la télévision et de la radio numériques. Il réalise des études prospectives et émet des avis sur les projets numériques des institutions de l'État. En collaboration avec l'Autorité de Régulation, il promeut les communications électroniques et le développement d'outils et de services numériques innovants. Il veille à une gestion optimale des licences et des ressources rares de l'État. Il s'assure de la mise en place d'un cadre législatif et réglementaire favorable au développement du numérique et de la digitalisation. Il œuvre à réduire la fracture numérique et encourage le développement numérique en promouvant les compétences numériques et l'entrepreneuriat numérique. Il contribue à la protection de l'environnement contre les déchets électroniques en collaboration avec le ministère de l'environnement. Il garantit l'établissement d'une confiance numérique durable. Il favorise la collaboration avec le secteur privé et les institutions partenaires. Il représente l'État dans les instances internationales liées aux communications électroniques, au numérique et à la digitalisation en général. Il prépare et accompagne les éditeurs publics et privés dans leur transition numérique. Enfin, il renforce la qualité du paysage audiovisuel.

### Images

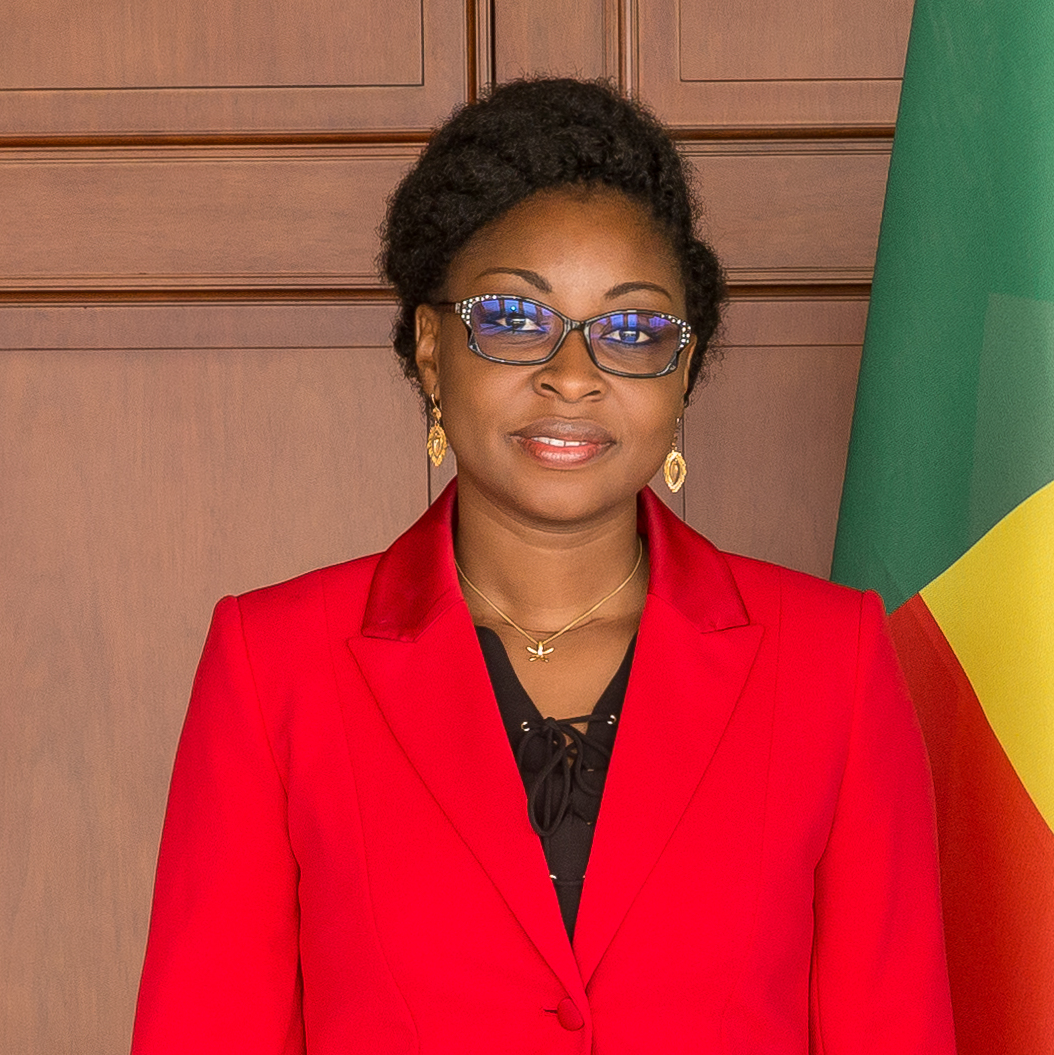
Aurélie Adam Soule, Ministère de l'Économie numérique et de la Digitalisation

## Organisation

### Liste historique des ministres successifs
- 6 avril 2016 - 27 octobre 2017 : Rafiatou Monrou
- depuis le 27 octobre 2017 : Aurélie Adam Soulé